# Roël Liefden
Roël Liefden (Paramaribo, 19 februari 1967) is een Nederlands voetballer van Surinaamse komaf die als verdediger speelt.
Liefden begon zijn loopbaan bij SVV waar hij in het seizoen 1987/88 debuteerde in de Eerste divisie. Een doorbraak bleef uit en na een jaar bij de amateurs van VV Heerjansdam maakte hij zijn rentree als prof bij DS'79. Hier maakte hij de naamswijziging naar Dordrecht'90, de fusie met SVV tot SVV/Dordrecht'90 en wederom de naamswijziging tot Dordrecht'90 mee. Ook werd hij in het seizoen 1991/92 verhuurd aan Telstar. Tussen 1995 en 1997 speelde hij voor FC Groningen. Na een jaar bij VVV sloot hij zijn loopbaan in 2000 af bij FC Den Bosch.
In 2002 koos de voetballer voor een carrièreswitch en ging verder als strandvoetballer. Sinds 2004 speelt hij voor het Nederlands strandvoetbalteam waarvoor hij tot heden meer dan 100 interlands speelde. Anno 2010 speelt Liefden voor de strandvoetbalclub BS Rotterdam.
Tegenwoordig is hij trainer bij GLZ Delfshaven, een functie die hij eerder al bekleedde bij achtereenvolgens FC Maense en JHR.

## Profstatistieken
| Seizoen | Club             | Land      | Competitie     | Wed. | Goals |
| ------- | ---------------- | --------- | -------------- | ---- | ----- |
| 1987/88 | SVV              | Nederland | Eerste divisie | 1    | 0     |
| 1989/90 | DS '79           | Nederland | Eerste divisie | 23   | 0     |
| 1990/91 | Dordrecht '90    | Nederland | Eerste divisie | 25   | 0     |
| 1991/92 | SVV/Dordrecht'90 | Nederland | Eredivisie     | 0    | 0     |
| 1991/92 | Telstar          | Nederland | Eerste divisie | 15   | 0     |
| 1992/93 | Dordrecht '90    | Nederland | Eredivisie     | 17   | 0     |
| 1993/94 | Dordrecht '90    | Nederland | Eerste divisie | 26   | 0     |
| 1994/95 | Dordrecht '90    | Nederland | Eredivisie     | 27   | 0     |
| 1995/96 | FC Groningen     | Nederland | Eredivisie     | 31   | 0     |
| 1996/97 | FC Groningen     | Nederland | Eredivisie     | 26   | 0     |
| 1997/98 | VVV              | Nederland | Eerste divisie | 31   | 3     |
| 1998/99 | FC Den Bosch     | Nederland | Eerste divisie | 31   | 0     |
| 1999/00 | FC Den Bosch     | Nederland | Eredivisie     | 20   | 0     |
| Totaal  | Totaal           | Totaal    | Totaal         | 273  | 3     |